# Air Mobility Command

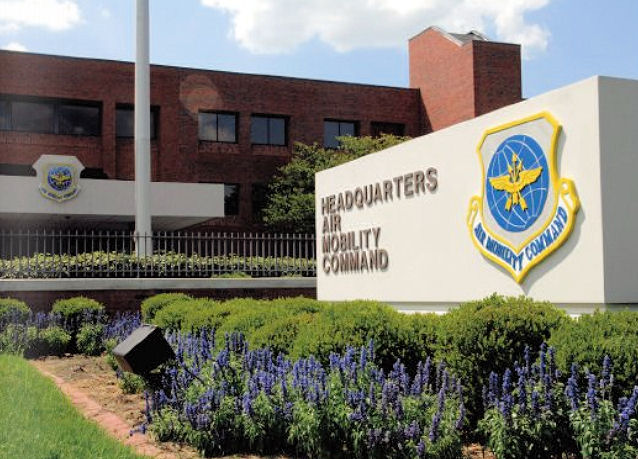
Högkvartersbyggnaden vid Scott Air Force Base.

Air Mobility Command (förkortning: AMC) är ett huvudkommando inom USA:s flygvapen, baserat vid Scott Air Force Base i Illinois med ansvar för transportflyg och lufttankning, bortsett från de taktiska transportflygenheter som ingår i United States Air Forces in Europe och Pacific Air Forces. De förmågor som AMC erbjuder ger USA:s väpnade styrkor global räckvidd och möjligheten att transportera personal och materiel överallt på jorden.
Den nuvarande organisationen bildades 1992 efter det kalla krigets slut genom en sammanslagning av transportflyget från Military Airlift Command (MAC) och lufttankningsflyget från Strategic Air Command (SAC).
Operativt ingår Air Mobility Command i som flygvapnets komponent i United States Transportation Command.

## Organisation

### Egna förband

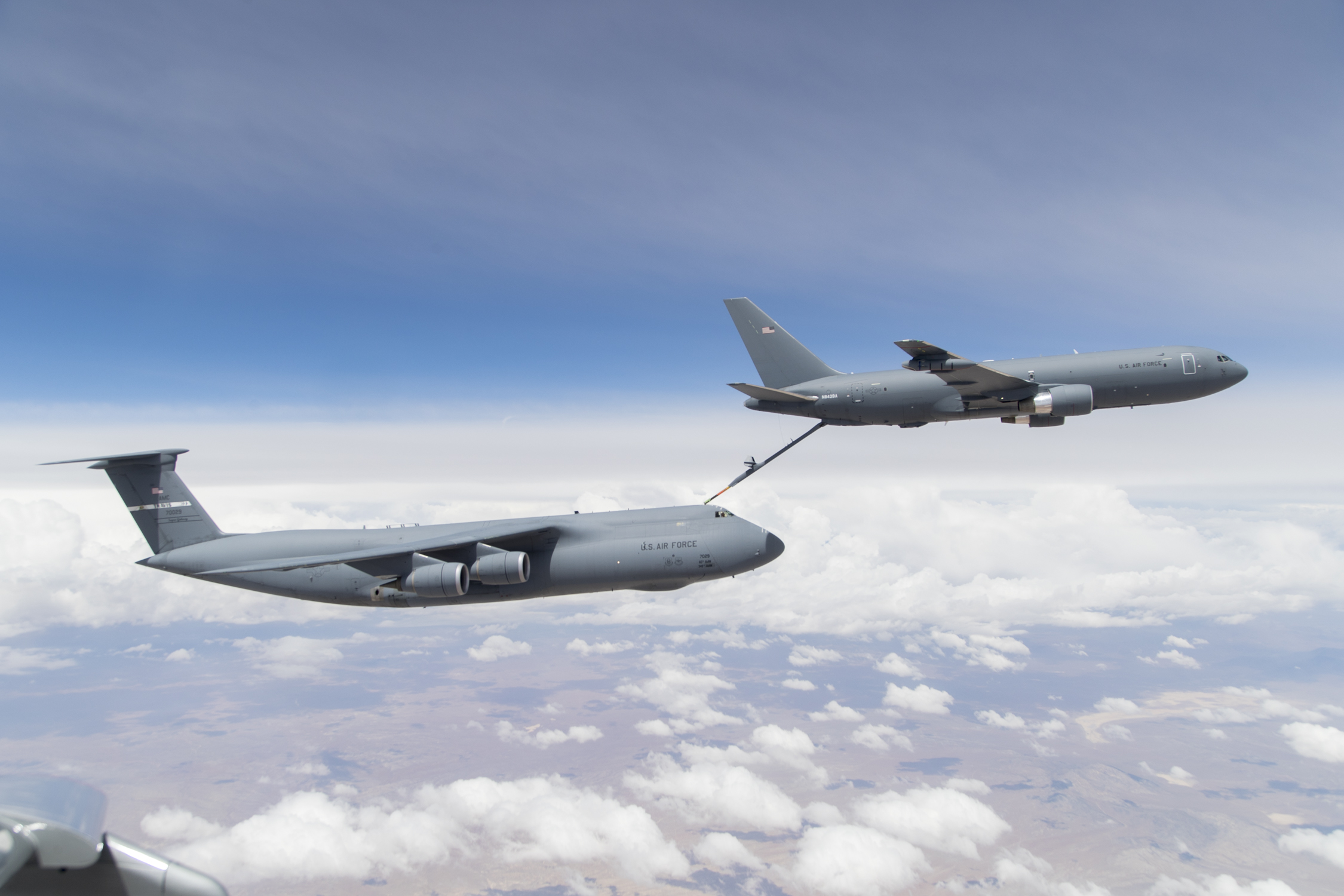
En C-5 Galaxy lufttankar från en KC-46 Pegasus, 2019.

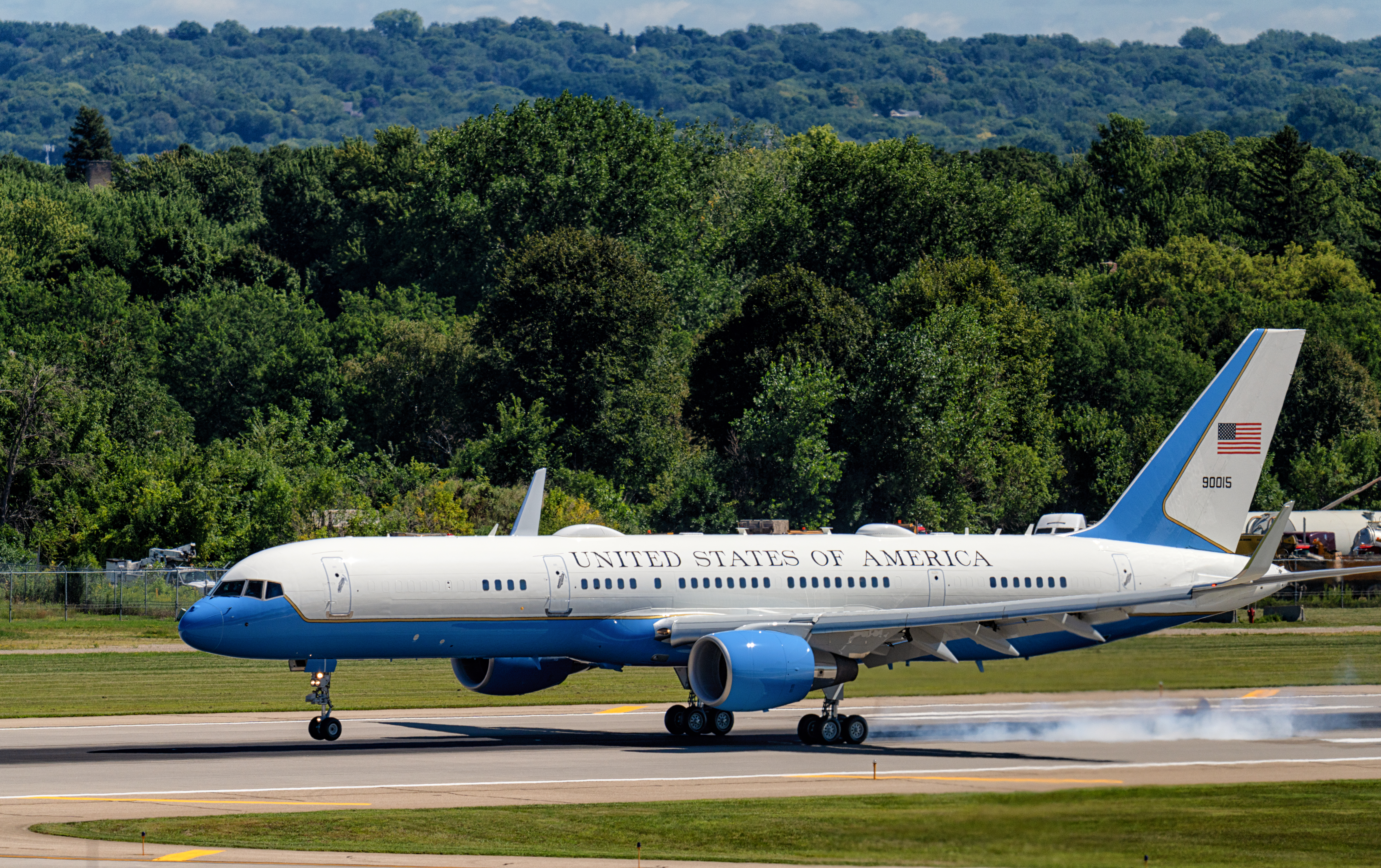
Boeing C-32A är en version av Boeing 757 för VIP-transport som framförallt används av USA:s vicepresident och USA:s utrikesminister.

| Vapensköld | Namn                    | Förkortning | Basering                                     | Flygplanstyp                    |
|            | Eighteenth Air Force    | 4 AF        | Scott Air Force Base, Illinois               | (se nedan)                      |
|            | 60th Air Mobility Wing  | 60 AMW      | Travis Air Force Base, Kalifornien           | (C-5, C-17, KC-10)              |
|            | 305th Air Mobility Wing | 305 AMW     | Joint Base McGuire–Dix–Lakehurst, New Jersey | (C-17, KC-10)                   |
|            | 375th Air Mobility Wing | 375 AMW     | Scott Air Force Base, Illinois               | (C-21, C-40, KC-135)            |
|            | 19th Airlift Wing       | 19 AW       | Little Rock Air Force Base, Arkansas         | (C-130J)                        |
|            | 62nd Airlift Wing       | 62 AW       | Joint Base Lewis–McChord, Washington         | (C-17)                          |
|            | 89th Airlift Wing       | 89 AW       | Joint Base Andrews, Maryland                 | (C-20, C-32, C-37, C-40, VC-25) |
|            | 317th Airlift Wing      | 317 AW      | Dyess Air Force Base, Texas                  | (C-130J)                        |
|            | 436th Airlift Wing      | 436 AW      | Dover Air Force Base, Delaware               | (C-5, C-17)                     |
|            | 437th Airlift Wing      | 437 AW      | Joint Base Charleston, South Carolina        | (C-17)                          |
|            | 6th Air Refueling Wing  | 6 ARW       | MacDill Air Force Base, Florida              | (KC-135)                        |
|            | 22nd Air Refueling Wing | 22 ARW      | McConnell Air Force Base, Kansas             | (KC-135)                        |
|            | 92nd Air Refueling Wing | 92 ARW      | Fairchild Air Force Base, Washington         | (KC-135)                        |

### Förband i reservstatus och flygnationalgardet
Förutom de egna förbanden har Air Mobility Command även operativt ansvar för enheter som tillhör Air Force Reserve Command samt enheter i Air National Guard som tas i anspråk för federal tjänstgöring. Reservförbanden är organiserade i Fourth Air Force (4 AF) och i Twenty-Second Air Force (22 AF).

## Flygflotta
- Transportflyg
  - C-5 Galaxy
  - C-17 Globemaster III
  - C-21
  - C-32
  - C-40 Clipper
  - C-130 Hercules
  - VC-25

- Tankflyg
  - KC-10 Extender
  - KC-46 Pegasus
  - KC-135 Stratotanker